# Holophloeus tuberosus
Holophloeus tuberosus is een keversoort uit de familie boksnuitkevers (Anthribidae). De wetenschappelijke naam van de soort werd in 1897 gepubliceerd door Léon Marc Herminie Fairmaire.